# Gábor Csupó
Gábor Csupó (Budapest, 29 settembre 1952) è un regista ungherese.

## Biografia
Gábor Csupó è nato a Budapest, dove ha studiato musica e arte. Nel 1971 ha iniziato un training professionale nel campo dell'animazione, presso i famosi studi Pannonia, in Ungheria. Nel 1975 ha lasciato l'Ungheria, stabilendosi negli Stati Uniti. Lì Csupó lavora presso gli studi Hanna-Barbera come animatore. Nel 1981 ha fondato la sua società di animazione, la Klasky Csupo. Nel 1988 la Klasky Csupo ha animato delle strisce animate de I Simpson. L'enorme successo di quel progetto lo ha portato a fare il capo animatore per le prime tre stagioni dello show, vincendo anche due Emmy Awards. Csupó ha anche sviluppato, prodotto e animato la serie animata de I Rugrats, divenuto lo show per bambini più popolare degli Stati Uniti.
Csupó ha inoltre prodotto e animato alcune serie come Duckman, Rocket Power - E la sfida continua..., La famiglia della giungla e Ginger. Nel 1998 Csupó ha co-prodotto i primi lungometraggi della società, iniziando con il film animato di grande successo Rugrats - Il film (che ha incassato oltre 100 milioni di dollari), a cui ha fatto seguito Rugrats in Paris: The Movie. Ha partecipato come animatori pure in alcuni film su Scooby-Doo. Nel 2007 ha girato il film Un ponte per Terabithia e nel 2009 Moonacre - I segreti dell'ultima luna.

## Premi
Nella sua carriera ha vinto tre Emmy Awards e un CableACE Award.

## Curiosità
- Nella serie de I Simpson il personaggio del dottor Nick Riviera ha le stesse fattezze di Csupó, perché ai disegnatori sembrava che il suo doppiatore avesse la stessa voce di Csupó.